# Kiskunhalasi Bibó István Gimnázium

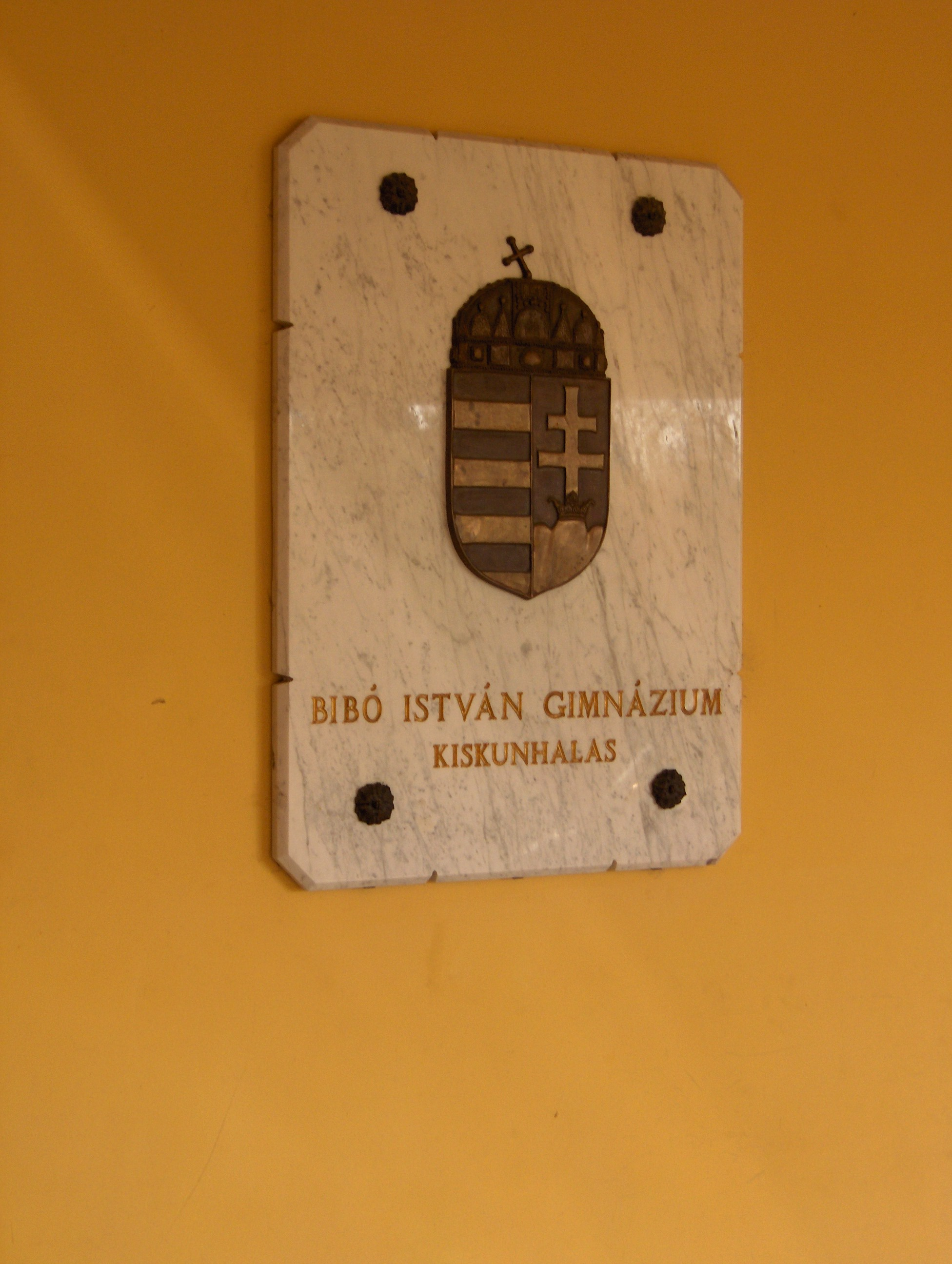
Az iskola névtáblája

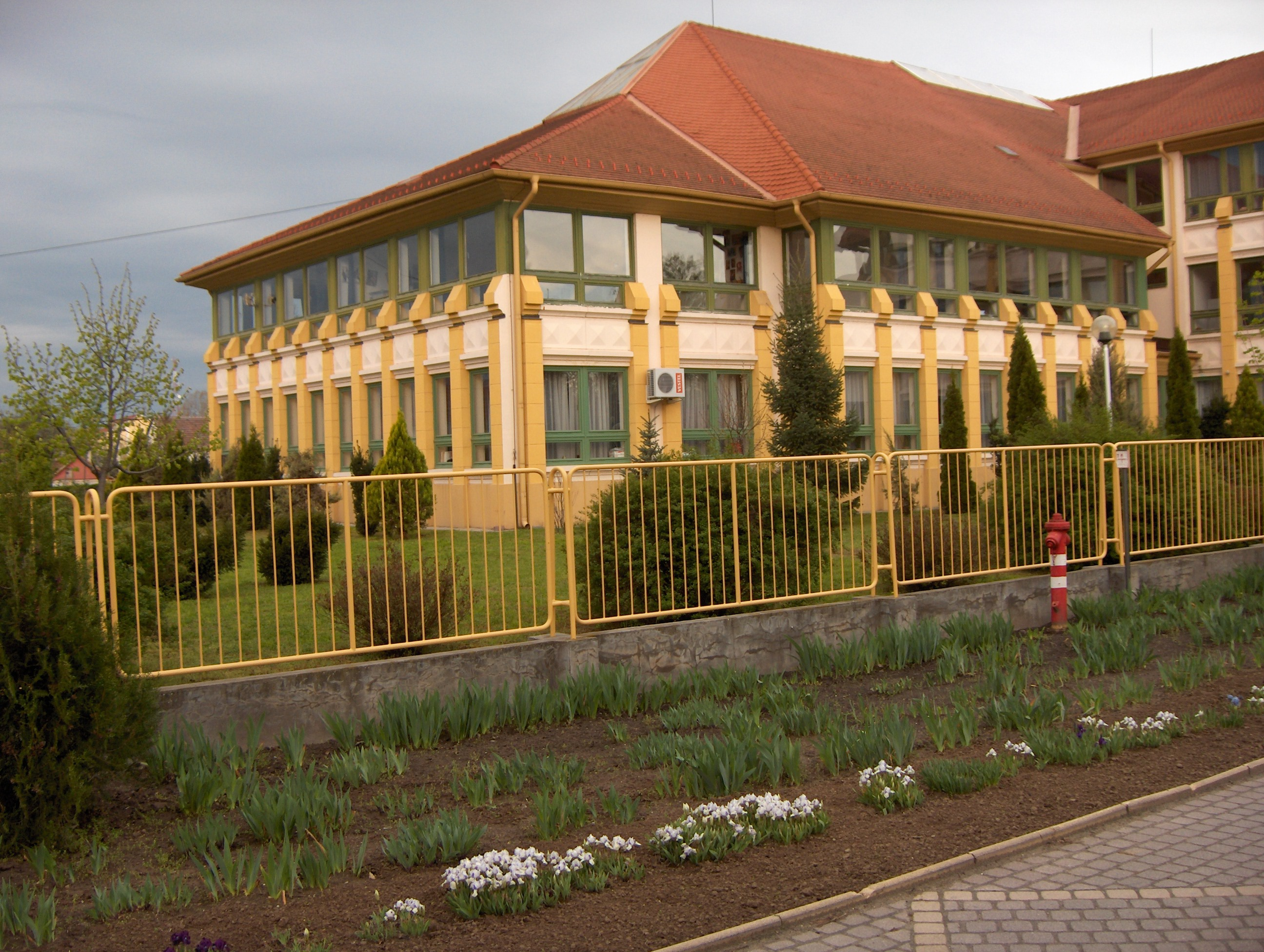
Az iskola keleti szárnya

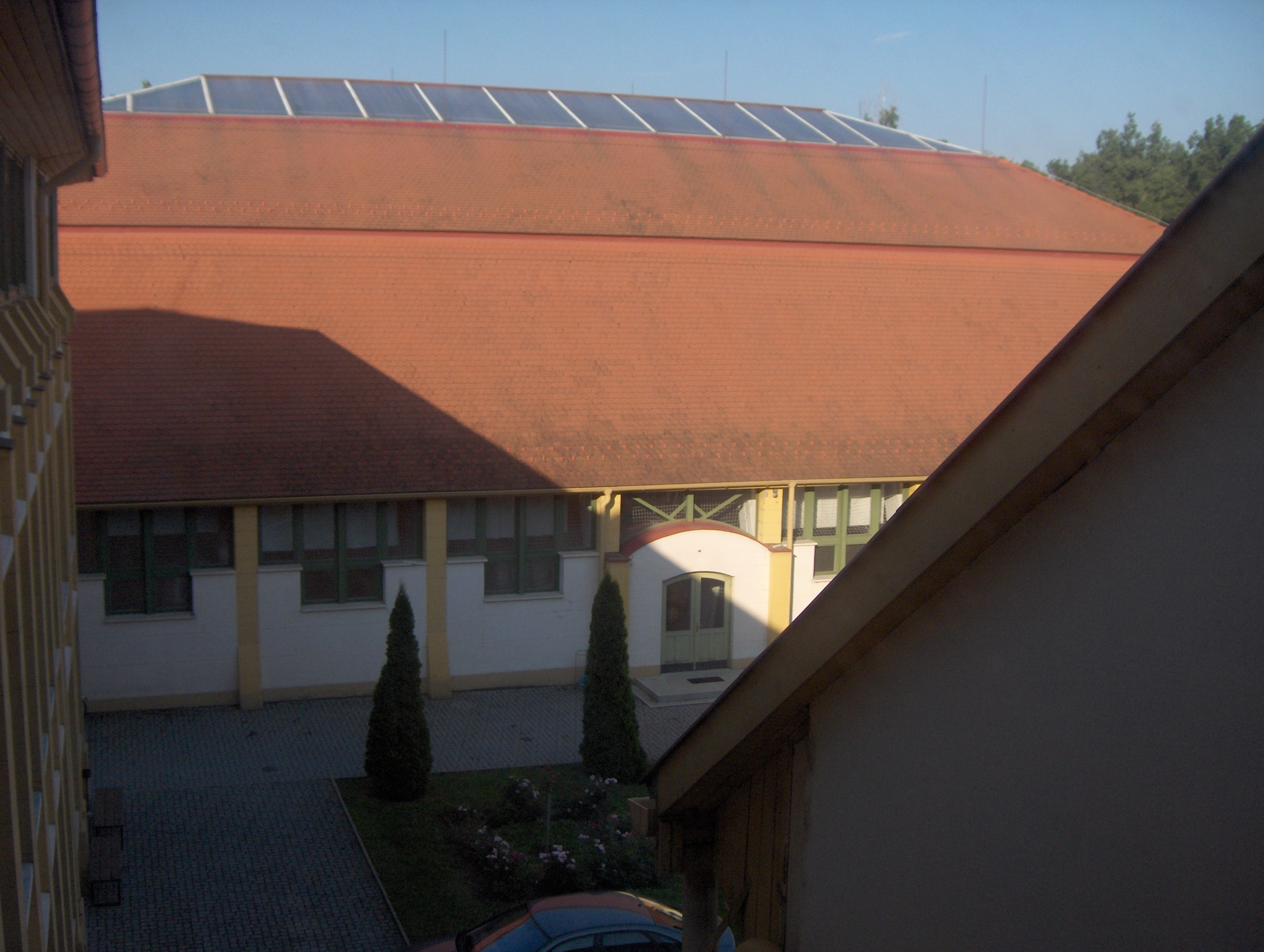
A tornaterem

A Kiskunhalasi Bibó István Gimnázium Kiskunhalas egyik legjobb középiskolája. A Szilády Áron Református Gimnáziumból vált ki, mert a tanulók egy része nem akart egyházi gimnáziumba járni.

## Az iskola alaptevékenysége és szakfeladatai
- iskolás korúak hat és négy évfolyamos gimnáziumi oktatása, felkészítése az érettségi vizsgára
- tanfolyami oktatás, vizsgáztatás
- oktatást kiegészítő tevékenység
- diáksport
- munkahelyi vendéglátás
- ingatlanhasznosítás és -bérbeadás
- iskolai könyvtár

## Az iskola működési területe és tanulólétszáma
Országos beiskolázási körzeti feladatokat lát el
- a hat évfolyamos gimnáziumban évfolyamonként egy-egy osztály
- a négy évfolyamos gimnáziumban évfolyamonként négy osztály (a - reál, b - humán, c - nyelvi és az általános)
- tanulólétszám: ~ 600 diák

## Az iskolaépület jellemzői
Kiskunhalas nyugati részén lévő iskolaépület a városközpontban helyezkedik el, a buszmegállótól könnyen meg lehet közelíteni. Az 1995-ben átadott épület – a tornateremmel és az iskolaudvarral – 1,5 ha területet foglal el. A Szász Károly utcáról nyíló főbejárat és a további négy bejárat a háromszintes, nagy légterű aulába vezet. Ez az épületrész nemcsak a diákok hétköznapjain biztosít szabad mozgásteret, hanem – központi elhelyezkedése és akusztikai adottságai miatt – az iskola ünnepeinek (megemlékezések, kiállítások, rendhagyó órák) helyszíne is. A gimnáziumunkba látogatók és a diákok az aulában megtekinthetik az iskola egykori és mai zászlóját, valamint a dicsőségtáblát, illetve az időszaki kiállításokat, a vendégfalat.
A könnyebb tájékozódás – és a nem titkolt nevelési cél végett – valamennyi szaktermemnek külön neve van. 
Az 1. szinten helyezkedik el a Herman Ottó biológiai, a Hevesy György kémiai laboratórium és szaktanterem, a művészetek Vörös László terme, a Vajda János Könyvtár, valamint a tanári szoba az irodákkal és a közösségi foglalkozásokra is alkalmas ebédlő, mellette a büfé.
A 18 darab – 32 (legfeljebb 36) diák befogadására alkalmas – osztályterem, továbbá többek a Бигмак orosz és az olasz, valamint a két német nyelvi terem is a 2. szinten található.
A 3.-on van a Vermes Miklós fizikaelőadó és -labor, a dr. Szabó Miklós társadalomtudományi előadó, a két számítástechnika-terem, a John Bull és Uncle Sam angol, a La comédie-française francia, a Sprachinsel német és az Arena Maxima latin nyelvi terem.
A földszinti folyosó köti össze az iskolaépületet az 1150 m2  területű és 7260 m3  légterű sportcsarnokkal, amely a belső udvarral az iskolai rendezvények helyszíne is. Az iskolaudvaron 2010-től épülnek a sportpályák.
Az aulában 2022-ben egy felvonó épült.

## Alapítvány
Iskola alapítványa: Tehetségért Alapítvány; célja:
- az intellektuális, művészi és sporttehetség támogatása;
- a nyelvtanulás segítése az iskola diákjai, tanárai körében;
- hozzájárulás a szakmai tanulmányokhoz;
- a pályázatok, tanulmányi versenyek támogatása.

## Az iskola híres diákjai
- Szabados Ágnes – műsorvezető;
- Szarka Adrienn – kézilabdázó;
- Tápai Szabina – kézilabdázó;
- Tasnádi Ádám – üzletember;
- Belányi József - költő, reklámszövegíró;